# 바이쯔완역
바이쯔완역(중국어: 百子湾站)은 중국 차오양구 난모팡 지구·왕쓰잉 지구 광취로와 시먼 중로 교차로 서측에 위치한 베이징 지하철 7호선의 지하철역이다. 2014년 12월 28일 7호선 개통과 함께 운영에 들어갔다.

## 위치
이 역은 동4환로 외곽, 옛 북경화학공장 제2공장 부지 북쪽, 광취로 남쪽(동서 방향)에 위치한다.

## 역 구조

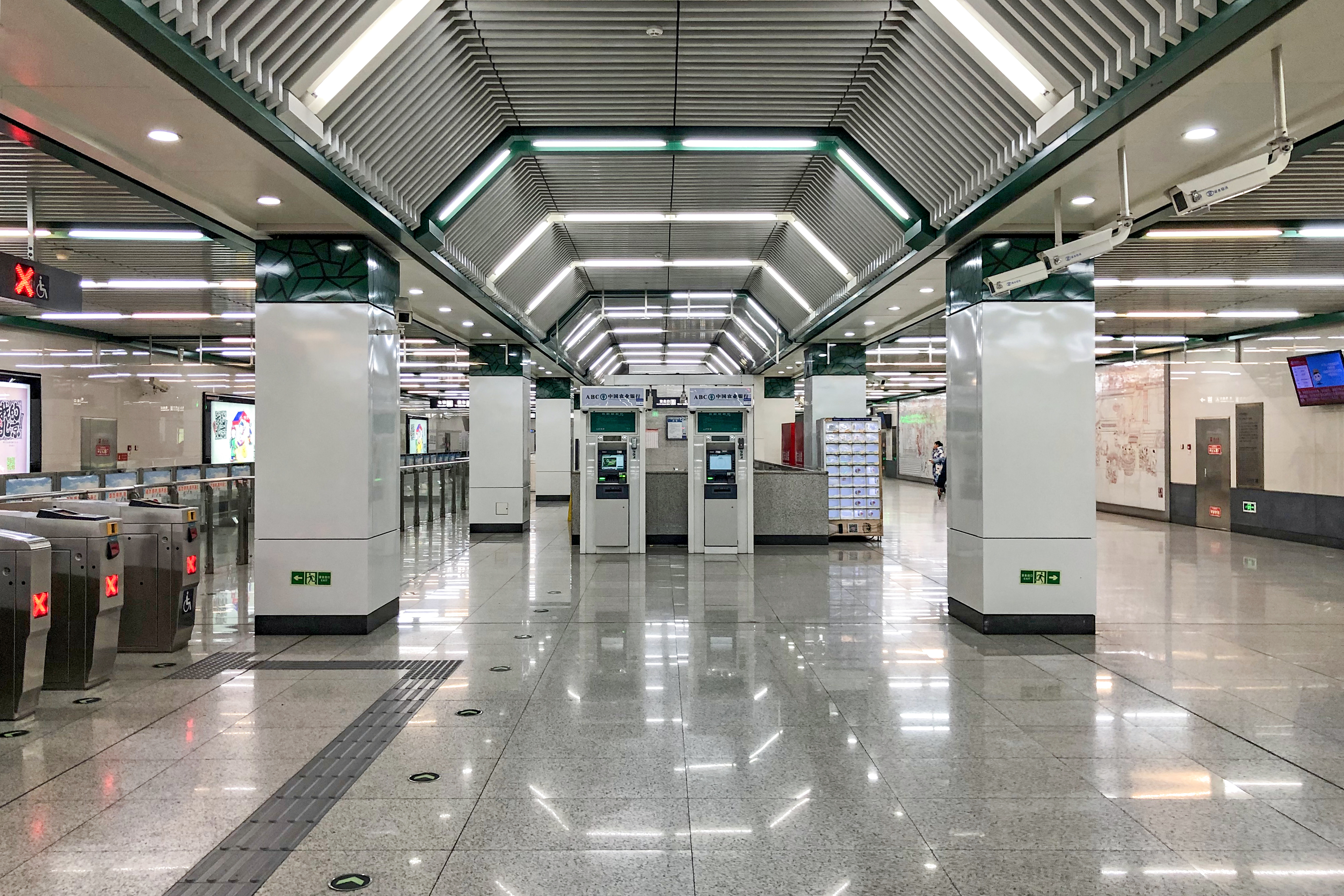
대합실 (2019년 12월 촬영)

이 역은 총 길이 235m, 표준 구간 폭 20.9m, 건축 면적 17,016㎡의 2층 건물의 지하철역으로 주요 구조물은 오픈 컷 공법으로 건설되었다. 승강장 폭이 12m인 1면 2선 섬식 승강장 구조를 채택했다. 출입구는 북쪽에 2개, 남쪽에 2개 등 4개가 있다.
| 지면층             | 출입구                          | A—B출입구                                               |
| 지하 1층 대합실 층 | 대합실                          | 발권 서비스, 자동 티켓 판매기, 이카통(一卡通) 카드 충전 |
| 지하 2층 승강장    | ←                               | ■ 7호선 베이징 서역 방면(다자오팅)                      |
| 지하 2층 승강장    | 섬식 승강장, 왼쪽 출입문이 열림 |                                                         |
| 지하 2층 승강장    | →                               | ■ 7호선 유니버설리조트 방면(화궁)                       |

## 출구
바이쯔완역에는 북서쪽 A1, A2, A3, 북동쪽 B 등 4개의 출입구가 있다. A1 및 B 출구는 광취로(广渠路) 남쪽에 있고 A2 및 A3 출구는 광취로 북쪽에 위치한다.
|                         |                                 |                                   |      |             |
| 출구                    | 지시                            | 출구 인근                         | 사진 | 무장애 시설 |
| 出口 · A · 1            | 광취로(广渠路), 동4환로(东四环) |                                   |      |             |
| 出口 · A · 2            | 광취로(广渠路), 동4환로(东四环) | 진하이 국제(金海国际)             |      | 빈칸        |
| 出口 · A · 3            | 스먼 동로(石门东路)             | 중수디안 국제빌딩(中水电国际大厦) |      | 빈칸        |
| 出口 · B                | 광취로(广渠路)                  | 징위안(竞园), 광화신청(广华新城)  |      | 빈칸        |
| 아이콘 설명: 엘리베이터 |                                 |                                   |      |             |